# Ringe Kirke
Ringe Kirke er en kirke i Ringe Sogn i Faaborg-Midtfyn Kommune, tidligere Ringe Kommune.
Af berømtheder, som ligger begravet på kirkegården ved Ringe Kirke, er tidligere statsminister Erik Eriksen.

## Eksterne kilder og henvisninger
- Wikimedia Commons har flere filer relateret til Ringe Kirke
- Ringe Kirke Arkiveret 31. januar 2011 hos  Wayback Machine hos nordenskirker.dk
- Ringe Kirke hos KortTilKirken.dk